# Bahía de Aransas
La bahía de Aransas es una bahía en la costa del Golfo en Texas, aproximadamente 30 millas (48,3 km) al noreste de Corpus Christi, y 173 millas (278,4 km) al sur de San Antonio . Está separada del golfo de México por la isla San José (también conocida como isla St. Joseph). Aransas Pass es la salida navegable más directa hacia el golfo de México desde la bahía. Las ciudades de Aransas Pass y Port Aransas están ubicadas en el extremo sur y Rockport se encuentra en la costa central occidental. La bahía está orientada de manera lateral de noreste a suroeste y se extiende por la bahía Redfish al suroeste, la bahía de Copano al oeste, la de Saint Charles al norte y la de Mesquite al noreste. La bahía de Aransas es parte de la Reserva Nacional de Investigación Estuarina de Misión-Aransas.
La bahía de Aransas es uno de los siete estuarios principales a lo largo de la costa del Golfo de Texas. Hay una rica historia de asentamientos en la bahía, incluidos antiguos campamentos de indígenas americanos que se remontan a milenios, pueblos de inmigrantes europeos del siglo XIX como Lamar y Aransas, y las ciudades actuales de Rockport, Fulton y Aransas Pass. Recursos como camarones, pescado, ostras y aceite se encuentran en la bahía o cerca de ella y contribuyen a las economías locales.

## Historia
Los seres humanos habitaron por primera vez el área que rodea la bahía de Aransas hace aproximadamente de 6000 a 8000 años. El nombre proviene de un grupo de indígenas llamados indios Aransas, cuyos campamentos con 4 mil años de antigüedad se han encontrado cerca de la bahía. Los nómadas Aransas abandonaron el área alrededor de 1200 a 1300 d. C. Según los arqueólogos, los karankawa y coahuiltecos se habrían fusionado como pueblo y migraron al área hacia 1400. Tuvieron graves pérdidas en población, la cual se redujo significativamente en el siglo XIX debido a nuevas enfermedades infecciosas contraídas de los exploradores europeos. Se cree que Alonso Álvarez de Pineda de España fue el primer europeo en navegar por la bahía hacia 1519. En el transcurso de más de un siglo, los españoles mostraron poco interés en el área hasta que los franceses establecieron una colonia en Texas a fines del siglo XVII. En ese momento, se ordenó a Alonso de León que fundara un asentamiento en la zona, pero nunca se estableció una colonia permanente en la bahía.
Durante los años de control mexicano, las autoridades prohibieron cualquier tipo de asentamiento en la bahía. Un empresario que recibió una concesión de tierra en 1828 permitió la inmigración irlandesa y mexicana. En 1832, James Power fundó el asentamiento de Aransas City en la bahía. Tras el desarrollo del cercano puerto Lamar en 1840, Aransas City quedó desierta en 1846. Pero Lamar pronto corrió una suerte similar, después de ser quemado hasta los cimientos durante la guerra civil estadounidense. Aransas City, fundada en la isla de San José casi al mismo tiempo que Lamar, también fue destruida por el conflicto. Durante la guerra, la bahía era una vía marítima de importancia estratégica para el transporte de mercancías debido a que estaba protegida de los mares del Golfo por islas barrera.
Como resultado de la destrucción por la guerra, los nuevos puertos de Fulton y Rockport se desarrollaron a fines de la década de 1860. Al principio, Rockport estaba destinado a ser un puerto de aguas profundas, pero después de una serie de percances, se seleccionó Aransas Pass cuando se aprobó la profundización en 1879. Para 1912, estaba en funcionamiento un canal de 30,5 m (100 pies) de ancho y 2,5 m (8½ pies) de profundidad. Después de que huracanes destrozaran el puerto en 1916 y 1919, el Cuerpo de Ingenieros del Ejército de los Estados Unidos eligió a Corpus Christi como el puerto de aguas profundas preferido para la costa baja del Golfo.
El desarrollo posterior del siglo XX se ha basado en la belleza natural de la zona. En la década de 1960, se fundó el afluente centro turístico de Key Allegro, ubicado entre Rockport y Fulton. Para el año 2000, 24 615 personas vivían en los alrededores del condado de Aransas, incluidas las ciudades de Rockport, Fulton, Aransas Pass y otras como Key Allegro, Holiday Beach y Estes. El condado externo de Refugio, ubicado en la costa de la bahía de Copano, tenía 7828 residentes.

## Características

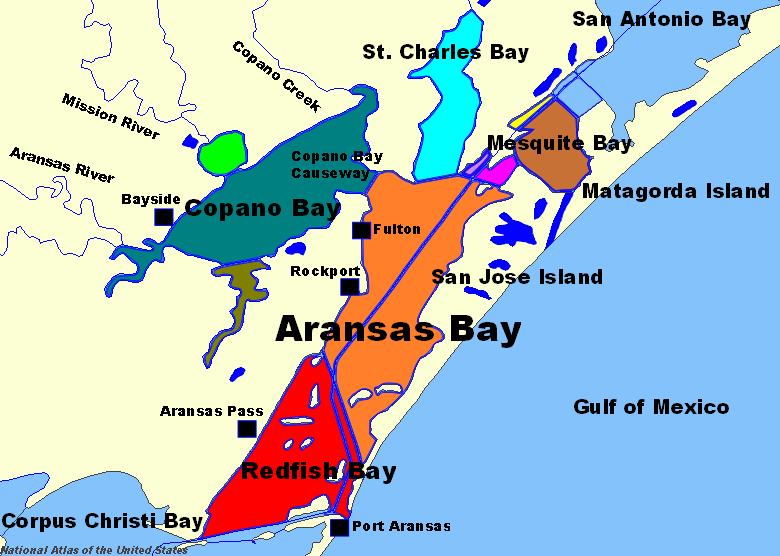
Las bahías de Aransas (naranja), Redfish (rojo), Mission (verde limón), Port (verde olivo), Copano (aguamarina), Saint Charles (azul claro), Dunham (violeta), Carlos (rosado), Sundown (amarillo) y Mesquite (carmelita).

Como promedio, el sistema de la bahía de Aransas tiene 3 metros de profundidad y cubre aproximadamente 539 kilómetros cuadrados. Este está compuesto por la propia bahía y sus prolongaciones. Las principales prolongaciones incluyen: la bahía de Saint Charles, al este de la península de Lamar; la bahía de Copano, al oeste de las penínsulas Live Oak y Lamar, la bahía de Mesquite al noreste de la bahía y la bahía Redfish al suroeste. La bahía Redfish a veces es considerada como una prolongación de la bahía de Corpus Christi.
Junto con sus prolongaciones, la bahía de Aransas forma uno de los siete principales estuarios a lo largo de la costa del golfo de Texas y recibe las aguas de los ríos Misión y  Aransas, así como de arroyos más pequeños como Copano Creek. Cada segundo, aproximadamente 28 metros cúbicos de agua fluyen hacia la bahía. El intercambio de agua con el golfo de México ocurre en Cedar Bayou y Aransas Pass. Como resultado del intercambio de agua de mar, la salinidad de la bahía es de 15 partes por mil, en comparación con el promedio de agua de mar de 35 partes por mil. Los flujos de agua dulce también llegan por el impacto del río Guadalupe en la bahía de San Antonio. Combinadas, la influencia del agua dulce es del 60 al 70 por ciento del volumen del sistema, que se considera mínima.
La autopista estatal 35 de Texas corre paralela al litoral de la bahía de Aransas en su ruta de Corpus Christi a Houston. La autopista incluye el viaducto de la bahía de Copano de 2,4 km (1,5 millas) de largo, que conecta las penínsulas de Live Oak y Lamar en la confluencia de las bahías de Copano y Aransas. El primer viaducto se construyó en 1933, pero fue sustituido en 1966 por el viaducto Lyndon Baines Johnson. El antiguo viaducto se transformó en un muelle de pesca en años posteriores. En 1981, cerca de 10 mil vehículos pasaban por el puente diariamente.

## Ecosistema

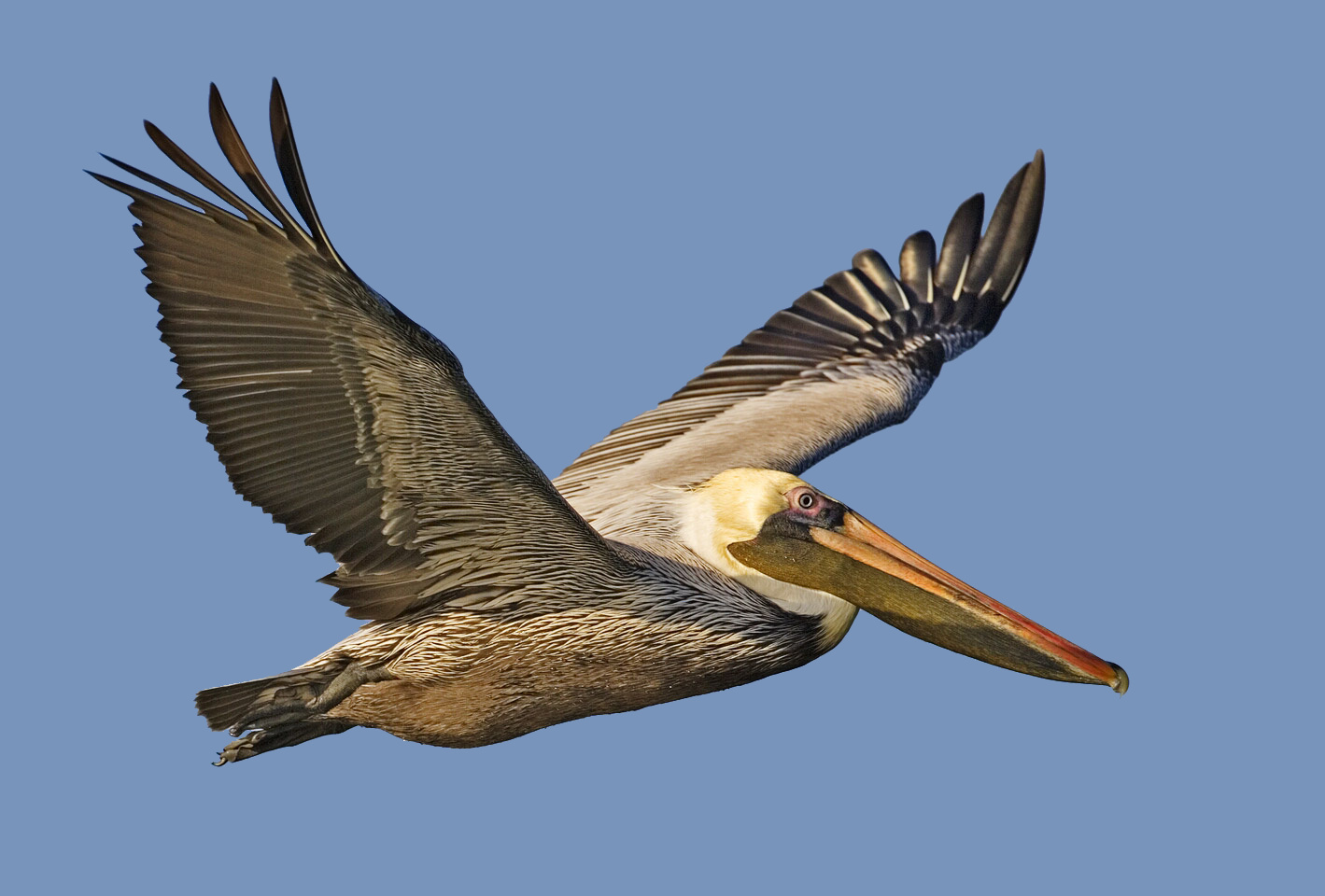
Pelícano pardo sobrevolando el puerto de Fulton

Se puede encontrar una gran variedad de vida silvestre en la bahía de Aransas y sus alrededores. Según el departamento de parques y vida silvestre de Texas, los peces a continuación han sido capturados en la bahía: bagres, corvinas negras, corvinas rojas, anguilas, platijas australes, macoas, jureles de Castilla, malachos, percas plateadas, sargos , truchas de mar, tiburones de puntas negras, tiburones toro, sargos chopa, pargos grises, róbalos y peces sapo. Camarones, ostras y cangrejos también residen en las aguas. Las alfombras de pastos marinos que se encuentran en numerosos lugares proporcionan un hábitat y un lugar ideal para el desove de los peces. Los pastos también actúan como filtro, limpiando la bahía de contaminantes ambientales.
Muchas aves migran al área en las inmediaciones de la bahía de Aransas, sobre todo, al Refugio Nacional de Vida Silvestre de Aransas. Los residentes durante todo el año incluyen zampullines macacitos, pelícanos pardos, cormoranes neotropicales, moritos cariblancos, sibiyas, yaguasas piquirrojas, patos moteados, gavilanes coliblancos, carairas, chotacabras pauraque, pájaros carpinteros chejes, bienteveos, charas verdes, cuitlacoches piquilargos, cerqueros oliváceos, chingolos costeros y vaqueros ojirrojos . La grulla trompetera, en peligro de extinción, también ha sido vista cerca de la bahía. A pesar de que solo había 15 en 1900, en la actualidad se hallan más de 180 en la naturaleza. La supervivencia de la grulla trompetera y otras aves depende de la existencia de jaibas. Se han retirado miles de trampas para cangrejos para preservar la población.

## Industria

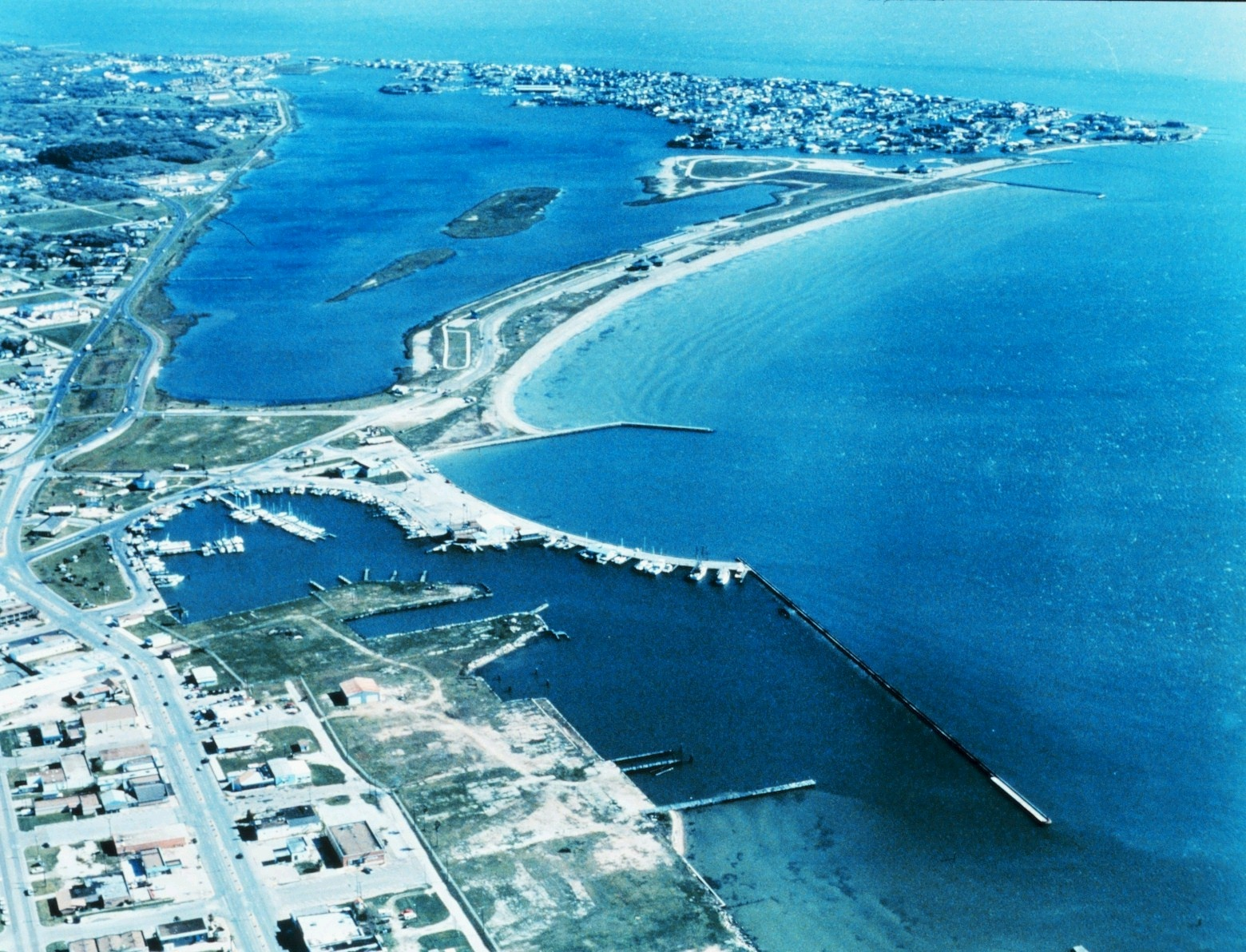
Playa de Rockport en la bahía de Aransas.

Dada la ubicación de la bahía de Aransas, el transporte marítimo siempre ha sido una industria importante. Después de la Guerra Civil, la industria empacadora de carne se convirtió en una importante fuente de ingresos para los puertos en la bahía, especialmente Rockport y Fulton, donde se construyeron numerosos mataderos. En los primeros años del procesamiento de carne, el ganado se sacrificaba estrictamente por su piel, ya que no había forma de refrigerar la carne. Por ende, la mayoría de las partes sobrantes de las vacas que no se utilizaban como alimento para cerdos se desecharon a la bahía. Esto cambió en 1871, cuando se instaló una máquina de hielo en una planta empacadora. En ese momento, la industria procesadora de carne cerca de la bahía de Aransas alcanzó su máxima expresión. Previo al declive de la industria en el área, en 1880 el 93 % de la carne de res de los mataderos de Texas se procesaba en Rockport-Fulton. Junto con la pesca, la ostricultura y, sobre todo, la pesca de camarones se convirtieron en industrias importantes en la bahía a principios del siglo XX. La construcción naval también se desarrolló y alcanzó su apogeo después de la Primera Guerra Mundial. Durante la Segunda Guerra Mundial, la Armada de los Estados Unidos se hizo cargo de varios astilleros. En 1936, se descubrió petróleo en la bahía. Para 1946, 13 pozos estaban en funcionamiento. En 1990 se produjeron 498 703 barriles, fracción de los 77 millones de barriles producidos entre 1936 y 1990. Hoy en día, el turismo es una industria próspera. Numerosos hoteles se establecen a lo largo de la bahía para las personas que desean pescar, observar aves o hacer turismo. Una gran concentración de hoteles se sitúa en Rockport, donde se encuentra la única playa de la bahía (Rockport Beach).